# Fourth Universalist Society de New York
La Fourth Universalist Society de New York, en français Quatrième société universaliste, est une congrégation membre de l'Association universaliste unitarienne dont le temple est situé dans l'Upper West Side de Manhattan, le long de Central Park. Elle est universaliste au sens où elle prêche le salut universel, la grâce, l'amour de Dieu inconditionnel pour toute personne. Aujourd'hui, la congrégation est pluraliste, non confessionnelle, et accueille un large éventail de croyances et de pratiques religieuses. Elle trouve l'unité dans son engagement pour la justice sociale.

## Histoire
La congrégation est fondée en 1838. C'est la quatrième société de New York consacrée à la foi universaliste - la première est l'Unitarian Church of All Souls, Église unitarienne de toutes les âmes. Le premier nom de la congrégation était Friends of the Final Restitution, Amis de la restitution finale. En 1848, elle  change son nom en Church of the Divine Paternity, Église de la paternité divine. En 1967, elle prend le nom de Fourth Universalist Society in the City of New York, qu'elle porte jusqu'à aujourd'hui.
En 1898, la congrégation édifie le temple actuel, surnommé « la cathédrale de l'universalisme ». Il est situé au croisement de West 76th Street et de Central Park West, une voie qui longe l'ouest de Central Park à New York. Il fait face au musée de la New-York Historical Society. 
Dans les années 1980, la congrégation reçoit des offres de promoteurs immobiliers désireux d'obtenir l'emplacement de choix de l'église. La congrégation se joint à des militants associatifs, des conservateurs du patrimoine et des voisins pour former l'association Save Our Universalist Landmark (SOUL) et réussit à collecter des fonds pour l'entretien du bâtiment. En 2018, la congrégation se lance dans une deuxième campagne SOUL, visant à remplacer un toit vieillissant rapidement. Avec l'aide des voisins, de subventions de l'État et des membres de la congrégation, la campagne réussit à recueillir plus de 1,5 million de dollars.
Le clocher de l'église, dédié par la congrégation à la paix et surnommée « The Peace Tower of New York City », est utilisé par NBC chaque novembre comme son centre de commandement technique pour la couverture en direct du défilé de Thanksgiving de Macy.

### Activisme et justice
La congrégation est connue pour son engagement en faveur de la justice sociale, notamment à travers son soutien aux réfugiés, la défense du droit de vote, l'écologie, les droits de la communauté LGBT et le mouvement Black Lives Matter.
En février 2017, les membres de la congrégation votent à l'unanimité pour devenir un sanctuaire pour protéger les migrants sans papiers de l'expulsion du territoire américain. Plusieurs semaines plus tard, le bâtiment est vandalisé par des croix gammées et des discours de haine, un incident qui attire l'attention des médias nationaux.
En mars 2018, la congrégation accueille Aura Hernandez dans le sanctuaire, une mère sans papiers qui avait fui une relation abusive et la violence des gangs au Guatemala. Son cas est couvert par le New York Times, Democracy Now! et The Nation Magazine,.

## Architecture
L'architecte, William Appleton Potter, s'est inspiré de Magdalen Tower du Magdalen College (Oxford). Son style architectural relève du gothique perpendiculaire anglais. Il a reçu les éloges d'architectes notables, tel que Frank Lloyd Wright, dont la fille s'est mariée à l'église. En 1993, Robert AM Stern décrit l'église comme « l'un des rares bâtiments à rompre avec le classicisme dominant de Central Park West ».

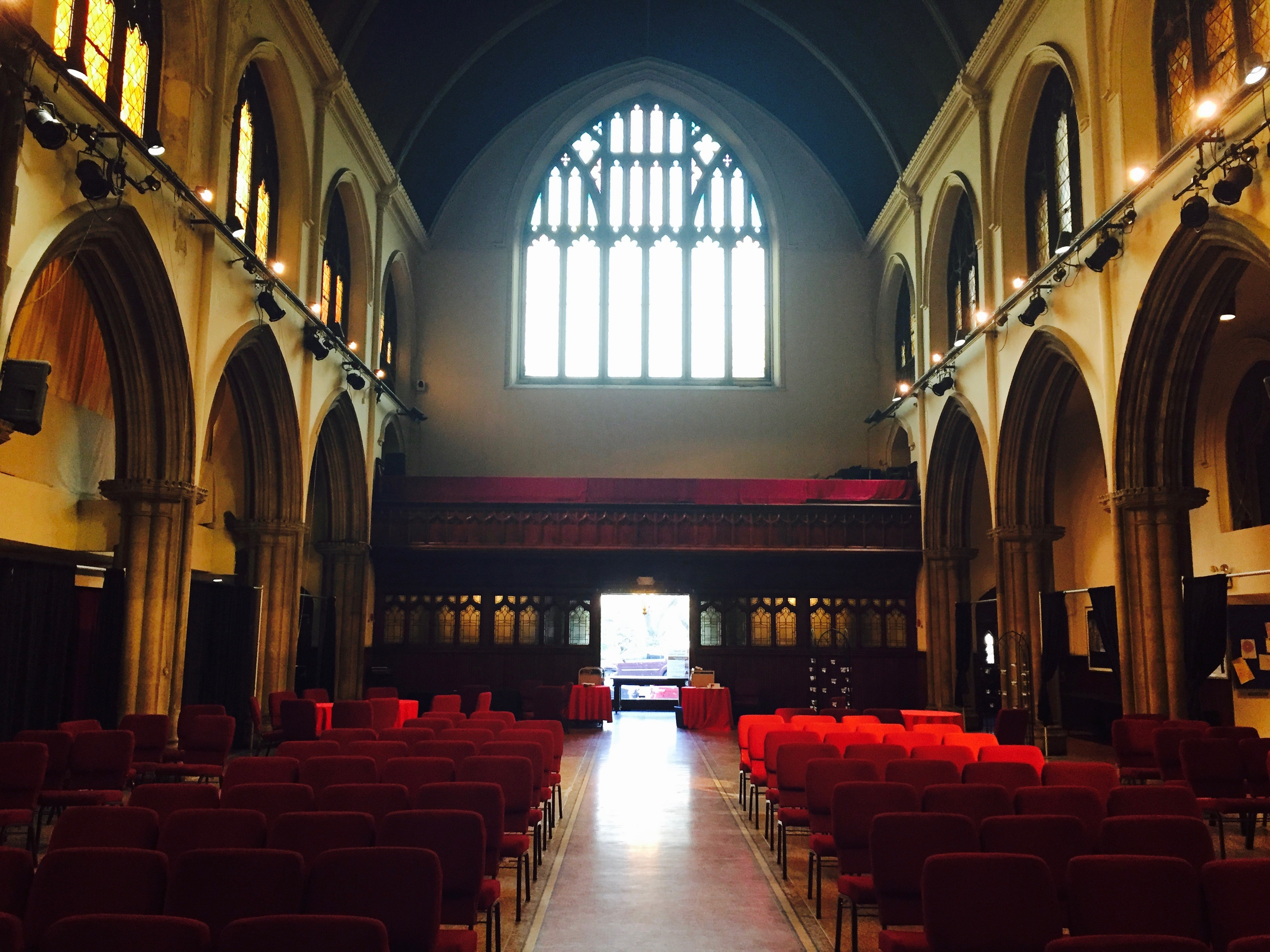
Intérieur du sanctuaire, vers l'entrée.

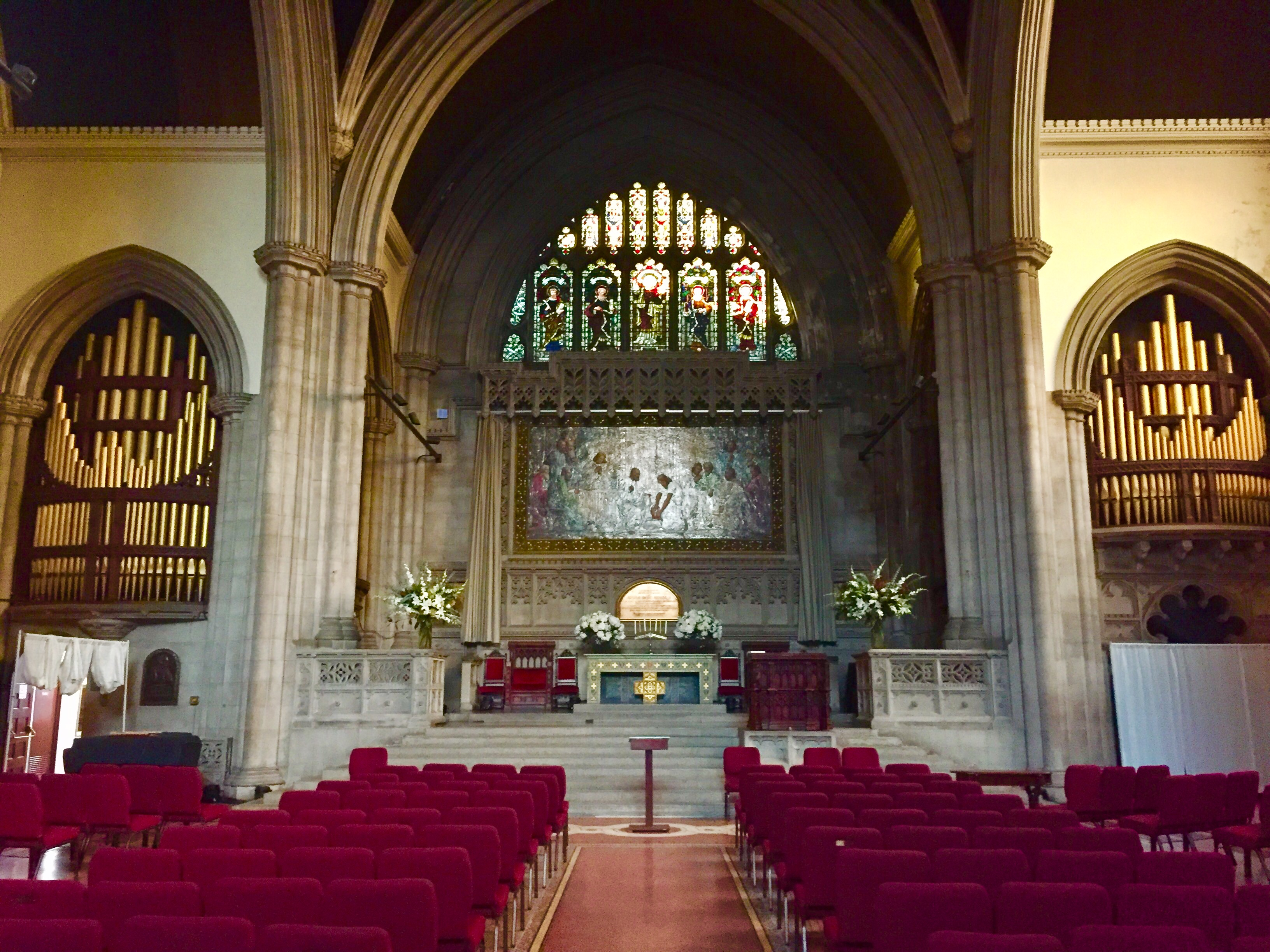
Intérieur du sanctuaire, vers le chœur.

L'église abrite plusieurs œuvres artistiques importantes, dont un autel du designer Louis Comfort Tiffany, un relief en bronze de l'artiste Augustus Saint-Gaudens, une mosaïque de J&R Lamb Studios et des vitraux de Clayton et Bell de Londres. L'orgue est un don de l'industriel Andrew Carnegie et de sa femme, Louise Carnegie, laquelle était membre de l'Église. Conçu et construit à l'origine par la Hutchings-Votey Organ Company de Boston, l'orgue a été reconstruit et révisé par la Ernest M. Skinner Company.

## Pasteurs et paroissiens
Au fil des ans, le temple a attiré sur ses bancs des personnalités notables telles que PT Barnum, Horace Greeley, Oscar Hammerstein II, Louise Whitfield Carnegie, Lou Gehrig, Barbara Gittings et Winifred Latimer Norman.
Liste des pasteurs
- 1838-1840 : William Whittaker
- 1840–1843: Isaac D.Williamson
- 1843-1845 : Moïse Ballou
- 1846-1847 : Thomas Lake Harris
- 1848-1880 : Edwin Hubbell Chapin
- 1881-1902 : Charles Henry Eaton
- 1902-1919 : Frank Oliver Hall
- 1919-1925 : Joseph Fort Newton
- 1927-1929 : Charles Francis Potter
- 1929-1938 : Frank Oliver Hall
- 1938-1941 : SE Gérard Priestley
- 1941-1943: Eleanor G. Collie
- 1943–1954: Benjamin B. Hersie
- 1955–1956: Albert F. Ciarcia
- 1957–1958: Raymond J. Baughan
- 1959-1967 : Léonard Hélie
- 1968-1973: Richard A. Kellaway
- 1973-1974 : Arlin Roy
- 1974-1984 : Joël Schoelfield
- 1984-1985: Charles A. Howe
- 1985–1987: Joyce H.Smith
- 1987–1989: Robert A. Kaufmann
- 1989–1999 : Darrell Berger
- 1999-2001 : Richard Nugent
- 2001–2014 : Rosemary Bray McNatt
- 2014-2016 : Susan Milnor
- 2016-présent: Schuyler Vogel